# François Guizot

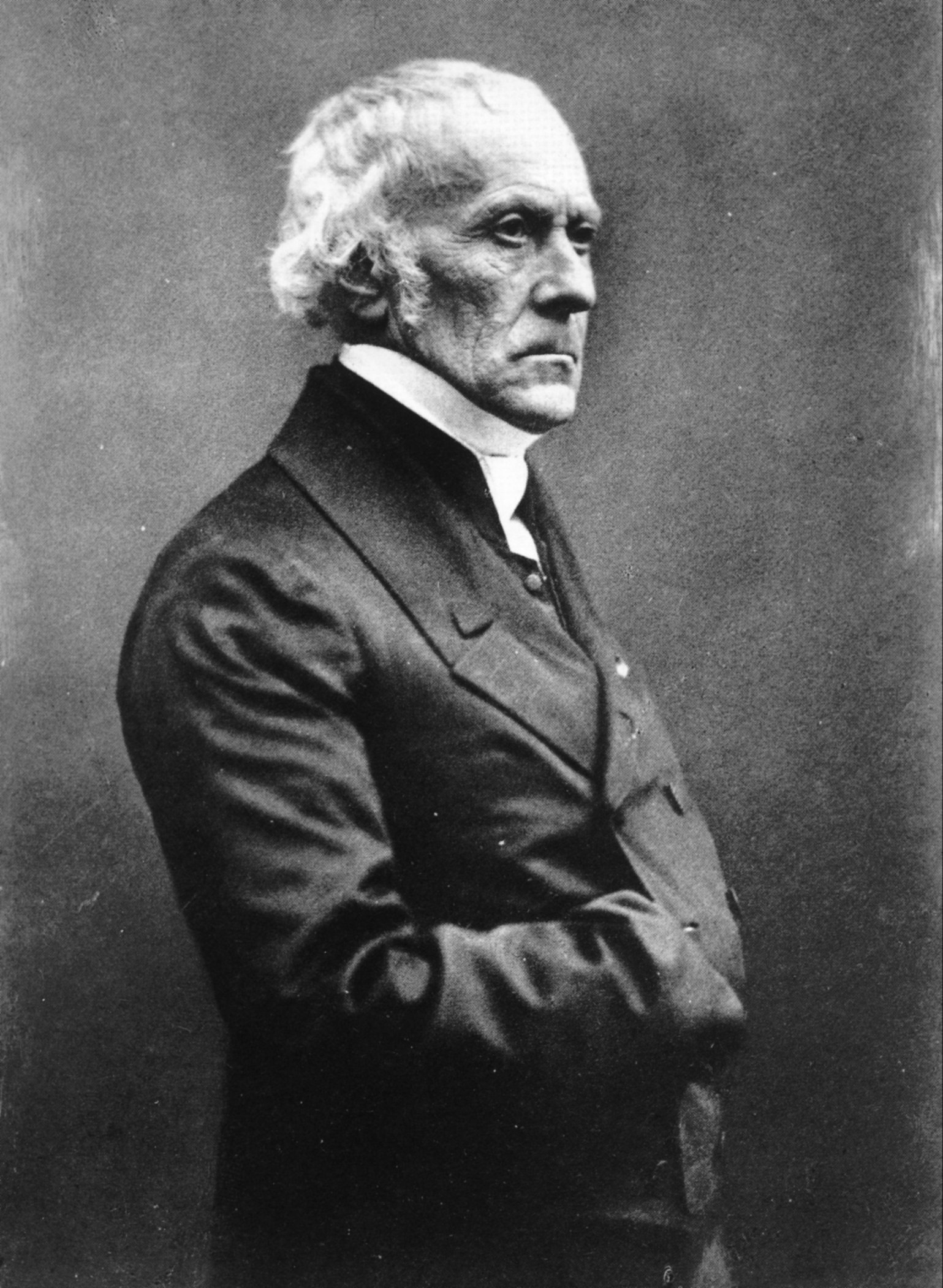
François Guizot (od Nadara)

François Pierre Guillaume Guizot (4. října 1787 v Nîmes – 12. září 1874 v Saint-Ouen-le-Pin, Normandie) byl francouzský historik a liberální politik.
V roce 1830 zastával krátce funkci ministra vnitra, v letech 1830-1837 byl celkem čtyřikrát ministrem vzdělávání, v letech 1840-1848 byl ministrem zahraničních věcí. Jako předseda vlády v letech 1847-1848 byl odpůrcem revoluce 1848.

## Dílo
- Dictionnaire des synonymes de la langue française 1809
- De l'état des beaux-arts en France 1810
- Annales de l'éducation,  1811-1815 (6 svazků)
- Vie des poètes français du siècle de Louis XIV 1813
- Quelques idées sur la liberté de la presse 1814
- Du gouvernement représentatif de l'état actuel de la France 1816
- Essai sur l'état actuel de l'instruction publique en France 1817
- Du gouvernement de la France depuis la Restauration. Des conspirations et de la justice politique 1820
- Des moyens de gouvernement et d'opposition dans l'état actuel de la France. Du gouvernement de la France et du ministère actuel. Histoire du gouvernement représentatif en Europe 1821
- De la souveraineté 1822
- De la peine de mort en matière politique 1822
- Essai sur l'histoire de France du Ve au Xe 1823
- Histoire de Charles Ier 1827
- Histoire générale de la civilisation en Europe 1828
- Histoire de la civilisation en France 1830
- Le presbytère au bord de la mer 1831
- Rome et ses papes 1832
- Le ministère de la réforme et le parlement réformé 1833
- Essais sur l'histoire de France 1836
- Monk, étude historique 1837
- De la religion dans les sociétés modernes 1838
- Vie, correspondance et écrits de Washington 1839-1840
- Washington 1841
- Madame de Rumfort 1842
- Des conspirations et de la justice politiques 1845
- Des moyens de gouvernement et d'opposition dans l'état actuel de la France 1846
- Histoire de la révolution d'Angleterre depuis l'avènement de Charles Ier jusqu'à sa mort 1846
- M. Guizot et ses amis. De la démocratie en France 1849
- Pourquoi la révolution d'Angleterre a-t-elle réussi? Discours sur l'histoire de la révolution d'Angleterre 1850
- Études biographiques sur la révolution d'Angleterre. Études sur les beaux-arts en général 1851
- Shakespeare et son temps. Corneille et son temps 1852
- Abélard et Héloïse 1853
- Édouard III et les bourgeois de Calais 1854
- Histoire de la république d'Angleterre  1855
- Histoire du protectorat de Cromwell et du rétablissement des Stuarts 1856
- Mémoires pour servir à l'histoire de mon temps  1858-1867 (8 svazků)
- L'amour dans le mariage 1860
- L'Église et la société chrétienne en 1861. Discours académiques 1861
- Un projet de mariage royal 1862
- Histoire parlementaire de France, recueil de discours 1863
- Médiations sur l’essence de la religion chrétienne 1864
- Guillaume le Conquérant 1865
- Méditations sur l'état actuel de la religion chrétienne 1866
- La France et la Prusse responsables devant l'Europe 1868
- Méditations sur la religion chrétienne dans ses rapports avec l'état actuel des sociétés et des esprits. Mélanges biographiques et littéraires 1868
- Mélanges politiques et historiques 1869
- L'histoire de France depuis les temps les plus reculés jusqu'en 1789 1870-1875 (5 svazků)
- Le duc de Broglie 1872
- Les vies de quatre grands chrétiens français 1873